# 国の魂をかけた戦い
国の魂をかけた戦い（Battle for the Soul of the Nation）は、2022年9月1日にアメリカ合衆国大統領のジョー・バイデンが行った演説であり、プライムタイムにフィラデルフィアの独立記念館正面からテレビ放送された。バイデンは演説の中でMake America Great Again運動に固執するドナルド・トランプと共和党を批判した。

## 背景
ジョー・バイデンは大統領に選出される以前からこの演説のテーマを公にしていた。2017年8月、『アトランティック』誌に「我々はこの国の魂をかけた戦いを生きている」（"We Are Living Through a Battle for the Soul of This Nation"）をいう記事を寄稿し、バージニア州シャーロッツビルのユナイト・ザ・ライト・ラリーでの出来事とそれに対する当時のトランプ大統領の公式な反応に言及した。予備選挙中の2019年8月に彼は動画で同じメッセージを繰り返し、「この国にとって決定的な瞬間がある」と呼びかけた。2020年アメリカ合衆国大統領選挙での勝利後にバイデンは再びこのテーマに言及しており、「アメリカの魂をかけたこの戦いで、民主主義は勝利した」と述べた。
この演説は2022年の中間選挙の約2ヶ月前に行われた。バイデンは演説の数ヶ月前から支持率の低迷に悩まされていたが、当時は議会での民主党による立法成果によりその数値は回復傾向にあった。

## 演説
このエンゼルはフィラデルフィアの独立記念館の外で行われた。この場所はアメリカ合衆国建国の父たちによってアメリカ独立宣言とアメリカ合衆国憲法が議論され、採択された場所である。バイデンは数百人の招待客の前で演説を行った。
演説の主要テーマはドナルド・トランプとその政治的支持者、いわゆる「MAGA共和党員」を国家や民主主義に対する脅威であるとし、穏健な「主流派共和党員」と対比させた。バイデンは司法省とFBIによるトランプに対するの捜査への支持を表明した。
ドナルド・トランプとMAGA共和党員は我々の共和国の根幹を脅かす過激派を象徴している。—ジョセフ・R・バイデン
バイデンは暴力や武力行使促進を糾弾し、「決して適切なことではない。決してだ」と述べた。また彼は銃規制の厳格化についても言及した。
バイデンは演説の中で2020年にトランプに投票した人々は「議事堂を攻撃するために投票したのではない、選挙を覆すために投票したのではない」と述べ、ジャーナリストの質問に対して「私はトランプ支持者を国に対する脅威であるとは思っていない」と述べた。
この演説は2020年大統領選挙以降のバイデンの典型的な超党派主義のメッセージとは対照的な転換点として注目された。反バイデンのチャント「Let's Go Brandon」で演説に野次を飛ばす者に対して彼は「とんでもない真似をする権利が彼らにはある。ここは民主主義の国なので。あの人たちは行儀よくふるまったことがないんだろう」と反応した

## 反応
今回の演説は妥協と超党派を目指すバイデンの典型的なアプローチから逸脱していると指摘された。『アトランティック』誌の記事でこの変節の根拠について書かれている: 「皆さん」、彼は言った「我々は反乱者と親米派になることはできない。この2つは相容れないものだ。この国で暴力が常態化するのを許すわけにはいかない。それは間違っている」。
多くの共和党員はバイデンの演説は分断的であると厳しく批判した。9月4日の集会でトランプは「アメリカの大統領が行った演説の中で最も悪質で、憎しみに道、分断を招くものだ」と述べた。下院少数党院内総務のケビン・マッカーシーはTwitterに「バイデン大統領は単に自分の政策に反対しているという理由で仲間のアメリカ人を分断し、卑下し、軽蔑する道を選んだ」と投稿した。『ワシントン・ポスト』の編集部はバイデンの演説を党派的であると批評した。
プライムタイムのこの演説はいくつかの主要ネットワークでは放送されなかった。『ガーディアン』によるとNBCはテレビドラマ『ロー&オーダー』、CBSはテレビドラマ『ヤング・シェルドン』、ABCはゲーム番組『Press Your Luck』を放送中であった。いくつかの中継でカメラは赤い照明に照らされた独立記念館の外壁のレンガを縁取り、背景には制服を着た2人の海兵隊員が映っていた。